# هوهن وانگلین
هوهن وانگلین (به آلمانی: Hohen Wangelin) یک شهر در آلمان است که در Mecklenburgische Seenplatte District واقع شده‌است. هوهن وانگلین ۷۴۶ نفر جمعیت دارد.